# Mącznik (województwo łódzkie)
Mącznik – osada w Polsce położona w województwie łódzkim, w powiecie tomaszowskim, w gminie Ujazd.
W latach 1975–1998 osada należała administracyjnie do województwa piotrkowskiego.